# تامانا بهاتيا
تامانا بهاتيا ( ;(بالإنجليزية: Tamannaah Bhatia)‏ ; ولدت في 21 ديسمبر 1989، مومباى)، هي ممثلة، قدمت لأول مرة كممثلة في عام 2005 في الفيلم الهندي «تشاند سا روشان شيهرا».

## وصلات خارجية
- تامانا بهاتيا على موقع IMDb (الإنجليزية)
- تامانا بهاتيا على موقع روتن توميتوز (الإنجليزية)
- تامانا بهاتيا على موقع قاعدة بيانات الأفلام العربية
- تامانا بهاتيا على موقع قاعدة بيانات الفيلم (الإنجليزية)
- تامانا بهاتيا على موقع كينوبويسك (الروسية)